# Johann Christoph Bach II
Johann Christoph Bach II (Erfurt, 1645. február 22. – Arnstadt, 1693. augusztus 25.) német zenész, a Bach-család tagja.
Johann Sebastian Bach édesapjának, Johann Ambrosius Bachnak az ikertestvére. Apja Christoph Bach városi zenész volt. 
1671-ben udvari zenész (hegedűs) lett Arnstadtban. Egy Gräder városi zenésszel folyó vita odáig vezetett, hogy 1681. január 7-én minden zenésznek felmondtak „összeférhetetlenségük miatt”. A földesúr nem sokkal később meghalt, ezért minden nyilvános zenét betiltottak, így Johann Christophnak komoly pénzügyi gondjai támadtak. Szerencséjére 1682 elején az új földesúr mellett ismét udvari szolgálatba léphetett. 